# Айдерканал
54°20′37″ пн. ш. 9°49′47″ сх. д. / 54.3435° пн. ш. 9.8298° сх. д.
Айдерканал  (Шлезвіг-Гольштейнський канал
застар. Ейдерський канал; нім. Eiderkanal, дан. Ejderkanalen, лат. Egdor/Egdore canalis) — штучний водний шлях в Південній Данії (пізніше Північна Німеччина), що з'єднував Північне море з Балтійським морем річищами Айдер та Лефензау. 
Побудований в 1777 — 1784 роках, Айдерканал мав на меті створення шляху для кораблів, що входять і виходять з Балтики, який був би коротшим і менше потерпав від штормів, ніж при навігації навколо Ютландського півострова. 
У 1880-х роках канал був замінений розширеним Кільським каналом, який містить деякі дистанції річища Айдерканалу 
.

## Найменування
Річище каналу прокладено кордоном між герцогствами Шлезвіг і Гольштейн, і з початку його будівництва був відомий як «Шлезвіг-Гольштейнський канал». 
Після Першої війни за Шлезвіг, данський уряд перейменував водний шлях на «Айдерканал», щоб протистояти німецькій націоналістичній ідеї Шлезвіг-Гольштейна як єдиного політичного утворення; 
проте, коли регіон перейшов під прусський контроль після Другої війни за Шлезвіг, повернули стару назву  «Шлезвіг-Гольштейнський канал». У сучасній історіографії канал називають обома назвами. 

## Історія
Вже в 1571 році герцог Адольф I Голштейн-Готторпський запропонував побудувати штучний водний шлях через Шлезвіг-Гольштейн, з'єднавши на схід меандру річки Айдер (Ейдер) з Балтійським морем, щоб конкурувати з найближчим для торгових суден  Штекніцканалом. 

У той час герцог Гольштейн-Готторпський був васалом Королівства Данії, але герцоги Шлезвіг-Гольштейн були постійними ворогами своїх данських сюзеренів, і політична фрагментація регіону були великою проблемою для такого масштабного проекту. 
. 
Перспектива будівництва каналу була знову була розглянута в 1600 році за часів короля Кристіана IV і герцога Фрідріха III. 

Після інкорпорації Гольштейну до складу Данського королівства за Царськосільським договором 1773 року геополітичні умови нарешті дозволили будівництво та експлуатацію каналу. 
Вивчення та планування каналу розпочалося в 1773 році, а попередній план каналу був запропонований у лютому 1774 року. 
14 квітня 1774 року король Данії Кристіан VII видав розпорядження кабінету міністрів про створення Комісії каналу для нагляду за будівництвом на чолі з Генріхом Карлом фон Шиммельманом. 

### Будівництво

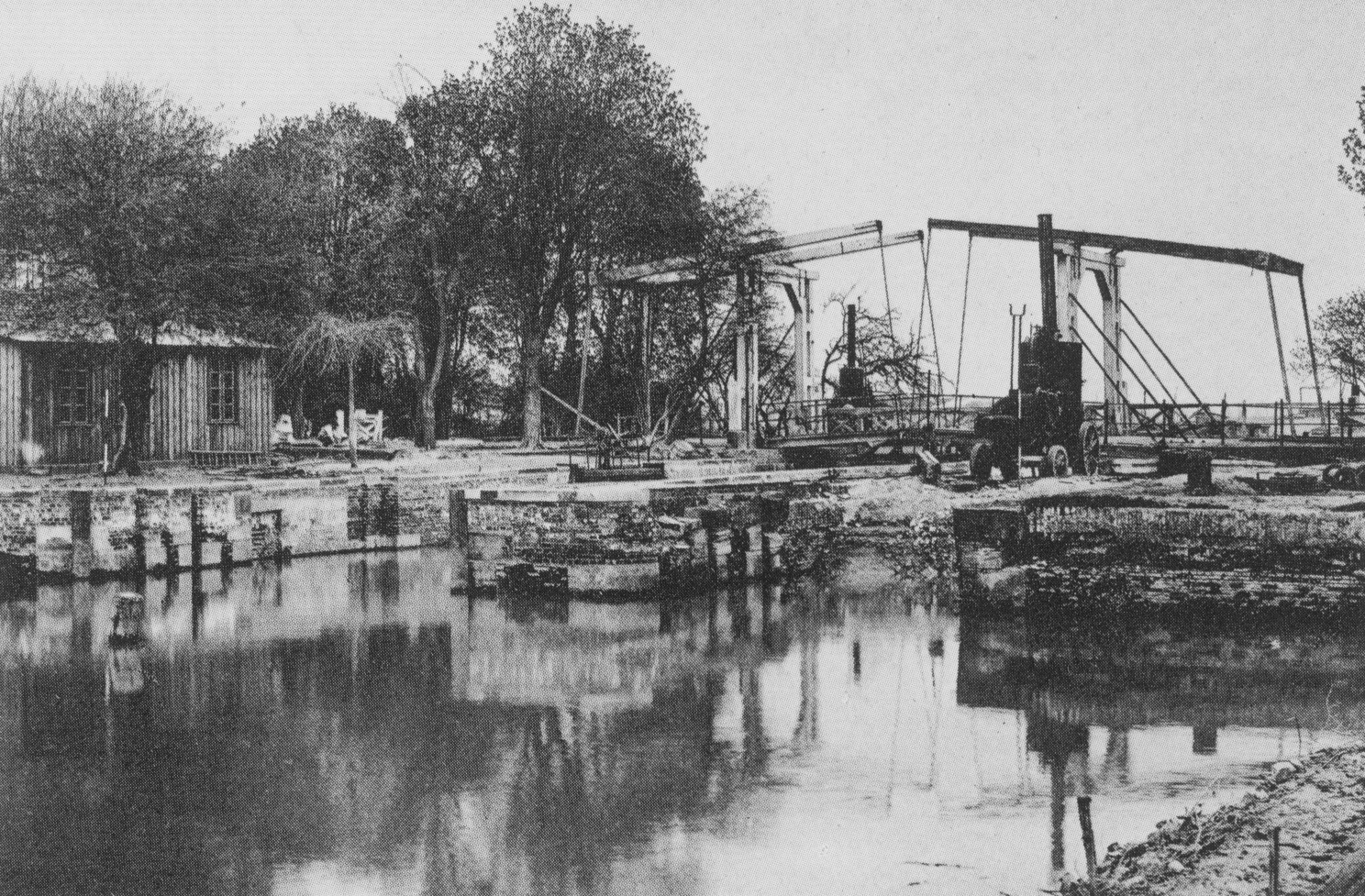
Найсхідніший шлюз каналу в Кіль-Гольтенау в 1894 році

Підготовка до будівництва каналу почалася в 1776 році з днопоглиблення нижньої течії Айдер між Фрідріхштадтом і Рендсбургом. 
Потім було викопано річище каналу та обладнано шлюзами, щоб дозволити кораблям перетнути вододіл півострова та спуститися до Кіль-ферде на узбережжі Балтійського моря. 
Будівництво штучної дільниці завдовжки 34 км, почалося в липні 1777 року в Голтенау на узбережжі Балтійського моря на північ від Кіля, дистанцію до Кнупа було виконано до наступної осені. 
Ця дистанція частково проходила по річці Левензау, що впадає в Кіль-ферде. 
Дистанцію від Кнупа до Ратмансдорфа було побудовано в 1778 — 1779 роках, а найвищий сегмент (з’єднання з озером Флемхудер) було завершено в 1780 році. 
Нарешті, шлюзи були встановлені вздовж верхнього природного річища Айдера, починаючи з Рендсбурга, щоб підняти рівень і поглибити річку та зробити її верхню течію судноплавною аж до західного кінця штучного каналу. 

Рахуючи 130 км  Айдера та 9 км дистанції, що проходить через Верхні Айдерські озера в Рендсбурзі, загальна довжина судноплавного маршруту становила 173 км. 
Між Балтикою та верхів'ям Айдера була різниця у висоті приблизно 7 м, що вимагало будівництва шести шлюзів, розташованих у Рендсбурзі, Клувенсіку, Кенігсферде, Ратмансдорфі, Кноопі та Голтенау (із заходу на схід). 
Усі будівельні роботи були завершені до осені 1784 року

### Заміна на Кільський канал
Невдовзі через Айдерканал проходив значний обсяг судноплавства, і з часом зростаюча кількість і розмір кораблів, які бажали перетнути його, перевершили пропускну здатність каналу. 
Звивисте річище Айдера та необхідність проходити через Фризькі острови на західному кінці каналу збільшували час у дорозі, а параметри військових кораблів кінця XIX століття перешкоджали їм користуватися каналом. 
У 1866 році за результатами Другої Шлезвізької війни Шлезвіг-Гольштейн став частиною Пруссії, після чого німецький уряд розглянув низку варіантів реконструкції або заміни каналу для покращення комерційного та військового доступу до Балтики. 

У 1887 році кайзер Вільгельм I урочисто відкрив будівництво нового каналу через Шлезвіг-Гольштейн під назвою Кільський канал. 
Хоча західний кінець нового каналу знаходиться південніше (у гирлі Ельби), більша частина річища Айдерканалу була повторно використана для нового водного шляху. 
Багато дистанцій було поглиблено, а деякі випрямлено, зрізавши меандри, які досі існують як озера. 
Новий канал був відкритий кайзером Вільгельмом II в 1895 році 
.

## Пакгаузи

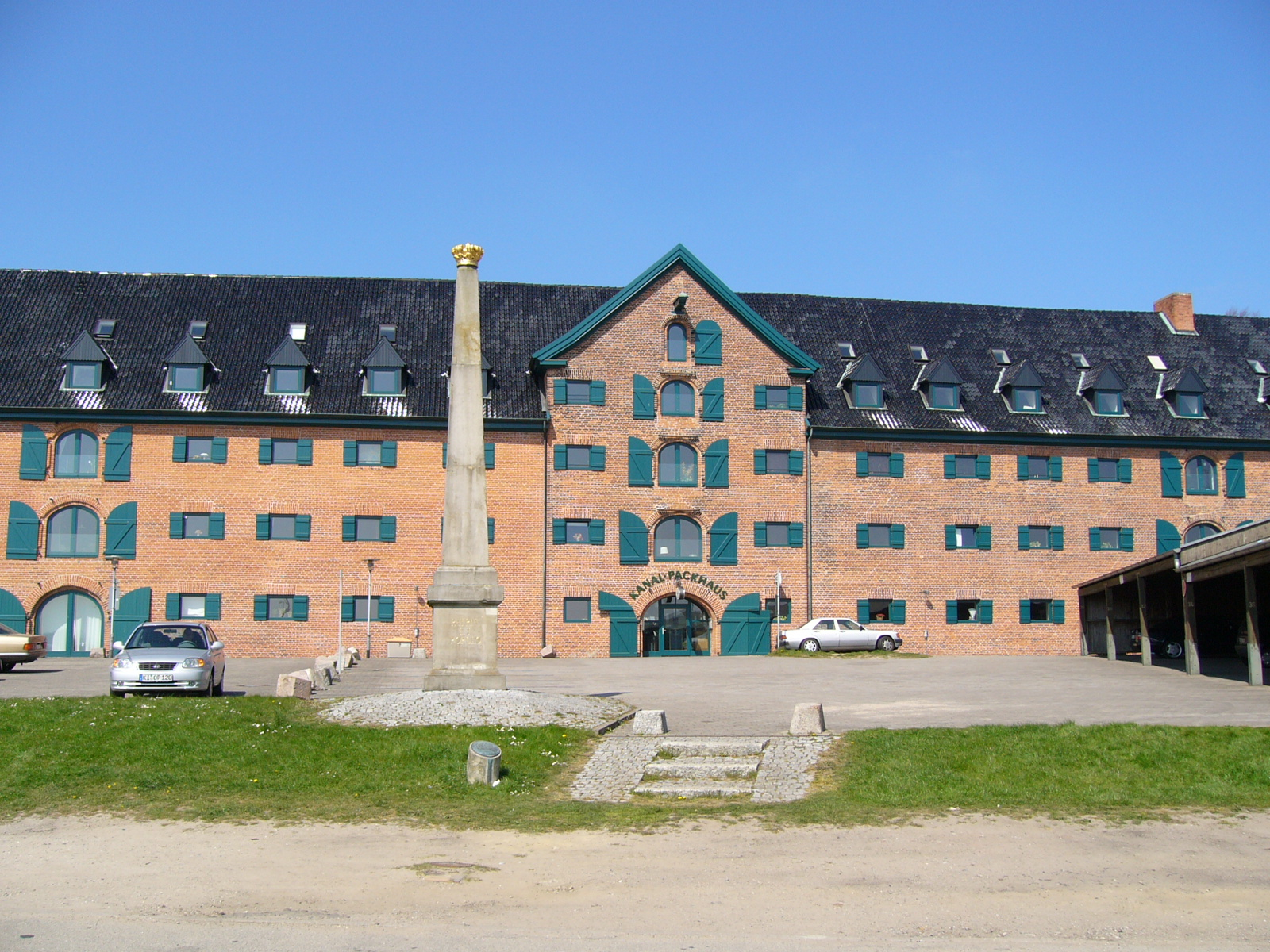
Пакгауз Кіль-Хольтенау та пам'ятний обеліск

У 1783 році в рамках розвитку каналу вздовж річища було побудовано три пакгаузи: один біля шлюзу Кіль-Гольтенау, один біля шлюзу Рендсбург і один у гавані Теннінг.  
Ці споруди дозволяли зберігати та транспортувати сипучі вантажі, що прямували транзитом через канал, такі як вовна, зернові культури, кава та сіль. Всі три пакгаузи зроблені з цегли на дерев'яному каркасі, мають три повноцінні поверхи та мансарду. 
Пакгаузи в Гольтенау та Теннінгу приблизно однакові за розміром (довжина 77,5 м і ширина 12,6 м), з корисною площею приблизно 4000 м²; у Рендсбурзі пакгауз суттєво менш ніж два інших (29,5 м × 12,6 м).

## Маршрут каналу
На сході каналу закінчувався в Кіль-ферде в гирлі річки Левензау. 
Канал пролягав на захід у природному річищі невеликої річки до першого шлюзу, біля пакгаузу Голтенау, і далі до другого, біля садиби Кнуп. 
На обох цих дистанціях вже існували мости через Левензау. 
Потім на коротку відстань канал відгалужувався від Левензау і пролягав на північний захід від Ахтштюкенберга до третього шлюзу в Ратмансдорфі, де канал досягав максимальної висоти 7 м над рівнем моря. 
Зберігся відтінок каналу від Кнопа до шлюзу Ратмансдорф, з залишками шлюзів. 
На захід від Ратмансдорфу канал прокладено річищем Лефензау до з'єднання з озером Флемхудер, що забезпечувало запас води для роботи найвищого сегмента каналу.

Від озера Флемгудер канал прямував на захід південніше садиби Розенкранц, аж до четвертого шлюзу в Кляйн-Кенігсферде. 
Звідти довгим відтінком річки Айдер, невеликою меандром на північ від Кенігсфнрде до Грюнхорста, а потім повертав на південь до п’ятого шлюзу в Клувензіку. 
Дистанція від Кляйн-Кенігсферде через Клувензік до Гогенфельде все ще зберігається сьогодні разом із залишками шлюзової системи. 
Звідси канал прямував природним річищем Айдер повз Ширнау, Лембек і Боргштедт до Рендсбурга, де був шостий і останній шлюз та другий пакгауз. 
Від Рендсбурга водний шлях прямував природним річищем Айдер до її впадіння в Північне море в Теннінгу, де було побудовано третій пакгауз.

### Технічні характеристики
Штучна частина каналу мала 34 км завдовжки, ширину за рівнем води 28,7 м, ширину дна 18 м, глибину 3,45 м та розріз річища 83 м². 
Кораблям до 28,7 м завдовжки, 7,5 м завширшки,  осадкою 2,7 м та водотоннажністю 140 тонн дозволялося пройти через канал. 

Прохід через канал і вздовж Айдера тривав три дні або більше; при несприятливому вітрі кораблі тягли кіньми паралельними буксирними коліями. 
За понад сто років експлуатації канал перетнуло близько 300 000 кораблів.

## Збереження

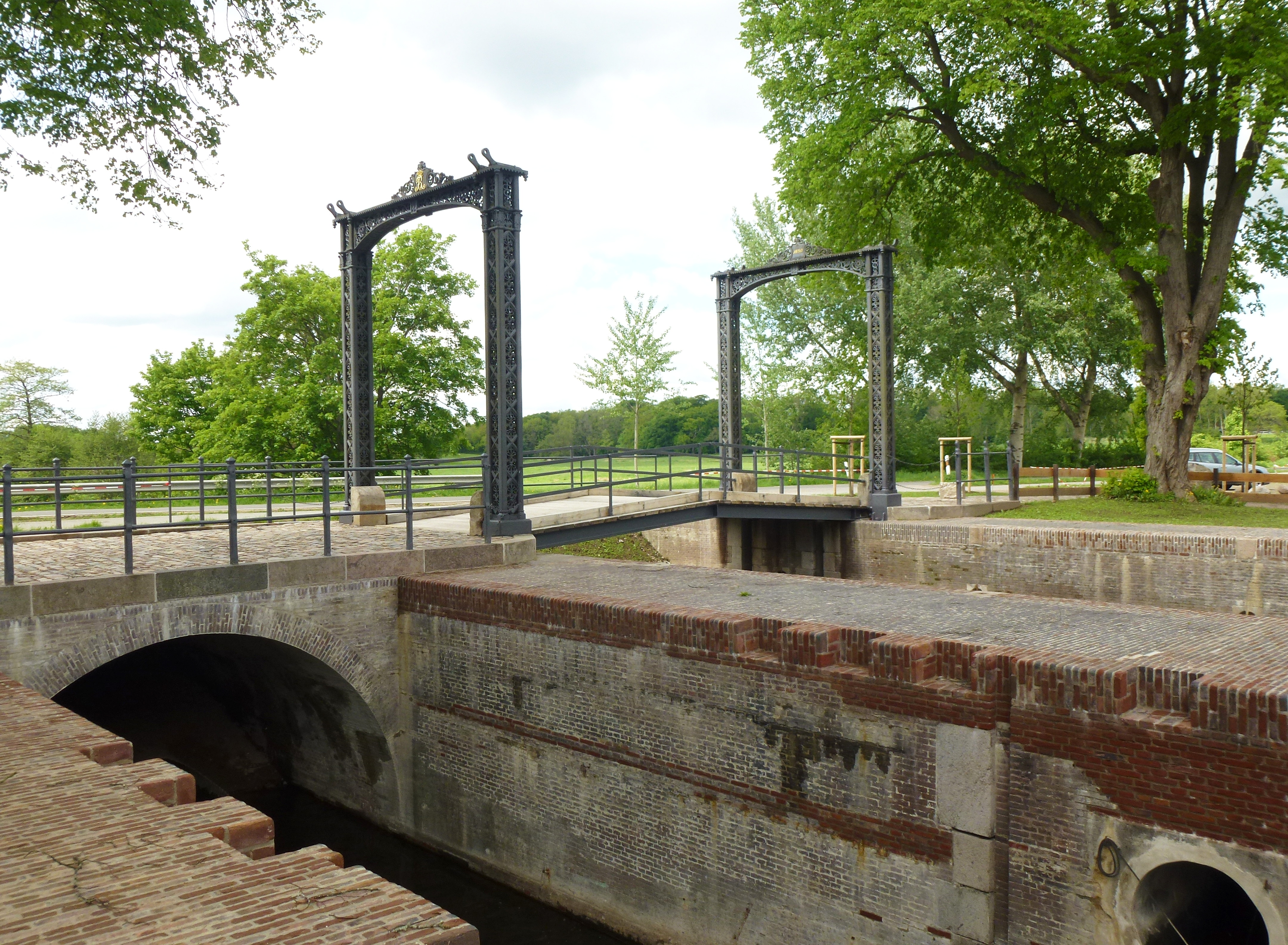
Шлюз та розкривний міст у Клувенсіку у 2013 році

Значні відтінки колишнього Айдерканалу разом із чотирма його шлюзами зараз знаходяться в охоронних зонах як важливі елементи історичного та культурного ландшафту землі Шлезвіг-Гольштейн. 
Шлюз Голтенау, шлюз Ратмансдорф в Альтенгольці, шлюз Кляйн-Кенігсфьорде в Крумвіші та шлюз Клувензік у Бовенау (разом із розкривним мостом) зараз перебувають під охороною як культурна спадщина. 
Сегменти старого каналу в Бовенау та Альтенгольці були визначені ландшафтними заповідниками. 